# Fifteen (песня)
«Fifteen» — песня американской певицы Тейлор Свифт, вышедшая в качестве четвёртого сингла из её второго студийного альбома Fearless (2008).
«Fifteen» — это баллада, в которой Свифт вспоминает события, которые произошли с ней и её лучшей подругой в возрасте 15 лет, и предупреждает подростков, чтобы они не влюблялись скоропалительно. Сингл получил несколько наград, 2-кратный платиновый статус в США и достиг 23 места в Billboard Hot 100.

## История создания
Тейлор Свифт написала песни для своего второго студийного альбома Fearless во время гастролей в качестве открывателя других кантри-музыкантов для продвижения своего первого альбома Taylor Swift в 2007—2008 годах, когда ей было 17-18 лет. Продолжая романтические темы своего первого альбома, Свифт написала песни о любви и личном опыте с точки зрения девочки-подростка, чтобы её поклонники могли сопереживать Fearless. В связи с этим Свифт сказала, что почти у каждого трека альбома есть «лицо», с которым она его ассоциирует. В итоге получился сборник песен о трудностях любви с ярко выраженными школьными и сказочными лирическими образами. Свифт и продюсер Нейтан Чапман записали для Fearless более 50 песен, и «Fifteen» стала одной из 13 композиций, попавших в окончательный вариант. Они спродюсировали трек, а Джастин Нибанк смикшировал его на Blackbird Studios в Нашвилле.

## Музыка и текст
Продолжительность «Fifteen» составляет 4 минуты 55 секунд. Это кантри-поп-баллада.
Грейди Смит из Rolling Stone назвал песню «Fifteen» одной из самых «кантри»-песен Свифт, отметив, что она является аналогом более популярных на радио «Love Story» и «You Belong with Me» из Fearless.
В тексте песни «Fifteen» Свифт рассказывает о множестве событий. В первом куплете Свифт рассказывает о том, как поступила в школу, намереваясь просто не мешать сверстникам. Во втором куплете Свифт знакомится с Андерсон и вместе с ней сплетничает о школьной королеве пчёл (местной лидерше). Затем Свифт описывает первые свидания и первую влюблённость. Однако Свифт и Андерсон убиты горем и они говорят, что Андерсон «отдала все, что у неё было» тому, кто позже передумал. В припеве песни Свифт предостерегает девушек от лёгкой влюблённости и признаётся, что пришла к пониманию того, что может добиться большего, чем встречаться с членом футбольной команды. Тераудс и Том Гарднер из The Daily Gleaner написали, что «Fifteen» музыкально и тематически напоминает песню Дженис Йен «At Seventeen» (1975).

## Отзывы
В рецензиях на альбом Fearless критики отметили мастерство Свифт в написании песни «Fifteen». Грейди Смит из Rolling Stone написал, что если «Love Story» и «You Belong with Me» принесли Свифт славу мейнстрима, то «Fifteen» закрепила её статус как автора песен, поскольку это «ловко сформулированная мелодия», затрагивающая такие темы, как «опасности средней школы, молодая любовь и даже потеря девственности». Многие рецензенты рекомендовали «Fifteen» для скачивания. Элиза Гарднер из USA Today и Крис Ричардс из The Washington Post отметили, что его подростковые настроения искренни и аутентичны, в отличие от общей музыки других тинейджеров, это мнение подтвердили Лиа Гринбелт из Entertainment Weekly («Когда она поёт о сексуальности, она звучит как настоящий подросток, а не как какая-нибудь продажная лисица-Лолита») и Крейг Мэтисон из The Age («[Песня] — это школьный ангст, который звучит правдивее, чем большинство извержений эмо из торгового центра»). Джеймс Рид из The Boston Globe написал: «Вы практически видите текст песни… нацарапанный в дневнике».
Элиза Гарднер, Крейг С. Семон из Telegram & Gazette и Алексис Петридис из The Guardian добавили, что трек демонстрирует преждевременность. Стивен Томас Эрлевайн из AllMusic нашёл, что Свифт изображает «старшую сестру вместо большой звезды» в «Fifteen», что является примером её «взросления», которое было «преднамеренным и осторожным». Кен Такер из Billboard считает, что песня может понравиться подросткам, ищущим надежду, и взрослым женщинам, вспоминающим прошлое, а Роб Шеффилд из Blender написал, что трек демонстрирует «взрослую сдержанность», но при этом позволяет засиять подростковым чувствам. В The Village Voice Джош Лав выбрал песню «Fifteen» в качестве одного из ярких примеров, демонстрирующих «острый, беспристрастный» талант Свифт изображать школьную романтику «не как сказку или трагедию, а как запутанный цикл веселья и разочарований», по сравнению с другими «нелепо идеализированными» кантри-песнями. Семон был впечатлён способностью Свифт в 18 лет оглянуться на свои ранние подростковые годы со зрелой непредусмотрительностью, но Петридис считает, что «немного жутковато» видеть 18-летнюю девушку, размышляющую «мудрыми, но мудрыми глазами», написав: «Вы аплодируете её мастерству, но в то же время чувствуете себя немного неловко при мысли о подростке, рассуждающем как Йода».
В менее восторженной рецензии Джонатон Киф из Slant Magazine согласился с тем, что текст, особенно в бридже, даёт понять, почему музыка Свифт «так сильно резонирует с её аудиторией», но раскритиковал вокал в аутро как «заметно, последовательно плоский на четверть-половину высоты тона».
Джон Караманика из The New York Times назвал «Fifteen» одной из лучших песен Свифт. До выхода сингла Кейт Кифер из журнала Paste предложила выпустить песню в качестве сингла из альбома Fearless, добавив, что она ей понравилась.
Эйдан Вазири из San Francisco Chronicle поставил песню на 12-е место в списке 12 лучших синглов 2009 года, отметив: «Чёрт возьми, если эта песня не слишком милая, слишком уязвимая и просто слишком реальная, чтобы её игнорировать». С негативной стороны, некоторые критики восприняли предполагаемые темы идеализированной женственности и девственности, интерпретировав текст песни, в котором Андерсон упоминает о своём разочаровании после того, как она «отдала всё, что у неё было, мальчику, который передумал», как секс-негативный и поощряющий идею покорной женственности.

## Видеоклип
Режиссёром клипа на песню «Fifteen» стал Роман Уайт, который ранее снял клип Свифт «You Belong with Me». Уайт начал работу с намерения создать клип, отличающийся от тех, что Свифт снимала раньше. Для этого, по его мнению, нужно было снять клип вне стен средней школы. Уайт объяснил: «Думаю, я действительно хотел, чтобы это видео стало эволюцией для Тейлор […] Я сказал ей: „Не думаю, что нам стоит снимать в средней школе“. И я не думаю, что она тоже этого хотела».
Уайт создал концепцию клипа, приняв во внимание буквальное значение песни и преобразовав его в нечто новое. По его замыслу, это должен быть новый мир, в котором Свифт могла бы пересмотреть свои воспоминания, как они проявляются вокруг неё. «Давайте возьмём буквальное значение этой песни и посмотрим, как она развивается на наших глазах… почти как воспоминания в вашей голове. И создадим этот мир, где вы входите в пустыню и начинаете петь о всех этих прекрасных воспоминаниях, которые у вас есть… о том, что все, что вы любите, расцветает вокруг вас, и так мы буквально вырастили этот сад вокруг неё», — сказал Уайт. Мир переходил от одной ситуации к другой. Уайт решил добавить сюрреалистические элементы, чтобы создать нечто среднее между садом и сердцем воспоминаний. Он переплёл эмоции Свифт с ростом сада. Сад рос, когда Свифт чувствовала себя счастливой, но при виде боли и негативных эмоций появлялись облака, и сад умирал, что также символизировало разбитое сердце лучшей подруги Свифт Эбигейл Андерсон.

## Награды и номинации
| Год  | Организация            | Награда               | Результат | Ссылка |
| ---- | ---------------------- | --------------------- | --------- | ------ |
| 2010 | BMI Awards             | Award-Winning Songs   | Победа    | [ 36 ] |
| 2010 | BMI Awards             | Publisher of the Year | Победа    | [ 36 ] |
| 2010 | MTV Video Music Awards | Best Female Video     | Номинация | [ 37 ] |
| 2010 | Teen Choice Awards     | Choice Country Song   | Победа    | [ 38 ] |

## Концертные исполнения
Свифт впервые исполнила «Fifteen» дуэтом с певицей Майли Сайрус на 51-й ежегодной церемонии премии Грэмми 8 февраля 2009 года. Дуэт сидел на деревянных стульях для акустического выступления, Свифт была одета в мешковатое бежевое платье поверх обтягивающего чёрного костюма и играла на акустической гитаре. Свифт также исполнила песню на благотворительном концерте «We’re All for the Hall», организованном Залом славы и музеем музыки кантри, на фестивале CMA Music Festival (2009), на фестивале V Festival (2009), австралийским благотворительный концерт Sydney Sound Relief и на церемонии Country Music Association Awards. В Соединённом Королевстве Свифт исполнила «Fifteen» на двух шоу: Later... with Jools Holland и The Paul O'Grady Show.

## Чарты
| Чарт (2009—2010)                          | Высшая позиция |
| ----------------------------------------- | -------------- |
| Австралия (ARIA)                          | 48             |
| Канада (Billboard Canadian Hot 100)       | 19             |
| Канада (Billboard AC)                     | 21             |
| Канада (Billboard CHR/Top 40)             | 10             |
| Канада (Billboard Country)                | 4              |
| Канада (Billboard Hot AC)                 | 8              |
| Мексика Mexico Ingles Airplay (Billboard) | 35             |
| США (Billboard Hot 100)                   | 23             |
| США (Billboard Adult Contemporary)        | 12             |
| США (Billboard Adult Pop Airplay)         | 16             |
| США (Billboard Hot Country Songs)         | 7              |
| США (Billboard Pop Airplay)               | 10             |
| США Pop 100 (Billboard)                   | 55             |

| Чарт (2010)                       | Позиция |
| --------------------------------- | ------- |
| US Adult Contemporary (Billboard) | 28      |

## Сертификации
| Регион | Сертификация  | Продажи   |
| --- | ------------- | --------- |
| Австралия (ARIA) | Платиновый    | 70 000    |
| Канада (Music Canada) | Золотой       | 40 000*   |
| США (RIAA) | 2× Платиновый | 2 000 000 |
| * Данные о продажах приведены только на основе сертификации. · Данные о продажах + прослушиваниях приведены только на основе сертификации. |               |           |

## Fifteen (Taylor’s Version)
11 февраля 2021 года Свифт анонсировала в программе Good Morning America, что перезаписанная версия «Fifteen» под названием «Fifteen (Taylor’s Version)» будет выпущена 9 апреля 2021 года в качестве второго трека из Fearless (Taylor's Version), перезаписанной версии второго студийного альбома Fearless.

### Отзывы
Критики в целом высоко оценили песню «Fifteen (Taylor’s Version)». Ханна Майлреа из New Musical Express назвала её одной из самых трогательных песен Свифт, отметив при этом, что такие строки, как «Back then I swore I gonna marry him someday / But I realised some bigger dreams of mine», пронзили её глубже 10 лет спустя. Александра Поллард из The Independent выразила похожие чувства, сказав, что в «Fifteen (Taylor’s Version)» и подобных ей песнях в альбоме есть «дополнительный слой». Келси Барнс из журнала Gigwise написала, что «небольшие вокальные изменения в песне „Fifteen (Taylor’s Version)“ значат гораздо больше, если вспомнить о ней сейчас, в 31 год, и обо всех поклонниках, которые выросли вместе с ней с тех пор», отметив, что возраст Свифт можно услышать и почувствовать «самым лучшим образом».

### Чарты
| Чарт (2021)                         | Высшая позиция |
| ----------------------------------- | -------------- |
| Австралия (ARIA)                    | 72             |
| Канада (Billboard Canadian Hot 100) | 56             |
| Мир (Billboard Global 200)          | 84             |
| Новая Зеландия (RMNZ)               | 7              |
| США (Billboard Hot 100)             | 88             |
| США (Billboard Hot Country Songs)   | 20             |

### Комментарии
1. ↑  Среди рекомендовавших эту песню Joe Breen из The Irish Times[17], Rashod D. Ollison из The Baltimore Sun[18], John P. McLaughlin из The Province[19], Elysa Gardner из USA Today[20] и Chris Richards из The Washington Post[21]